# Áno Graikikó
Áno Graikikó är en ort i Grekland.   Den ligger i prefekturen Nomós Ártas och regionen Epirus, i den centrala delen av landet, 280 km nordväst om huvudstaden Aten. Áno Graikikó ligger 724 meter över havet och antalet invånare är 187.
Terrängen runt Áno Graikikó är bergig åt nordväst, men åt sydost är den kuperad.Runt Áno Graikikó är det glesbefolkat, med 13 invånare per kvadratkilometer. Närmaste större samhälle är Ágios Dimítrios, 3,4 km sydost om Áno Graikikó. I omgivningarna runt Áno Graikikó växer i huvudsak blandskog.